# Barijhati
Barijhati è una suddivisione dell'India, classificata come census town, di 6.400 abitanti, situata nel distretto di Hooghly, nello stato federato del Bengala Occidentale. In base al numero di abitanti la città rientra nella classe V (da 5.000 a 9.999 persone).

## Geografia fisica
La città è situata a 22° 41' 11 N e 88° 15' 52 E.

## Società

### Evoluzione demografica
Al censimento del 2001 la popolazione di Barijhati assommava a 6.400 persone, delle quali 3.280 maschi e 3.120 femmine. I bambini di età inferiore o uguale ai sei anni assommavano a 568, dei quali 273 maschi e 295 femmine. Infine, coloro che erano in grado di saper almeno leggere e scrivere erano 5.099, dei quali 2.741 maschi e 2.358 femmine.